# San Pablo Viejo
San Pablo Viejo es un corregimiento o poblado del distrito de David en la provincia de Chiriquí, República de Panamá. Cuenta con 10.088 habitantes (2010).